# رینیر (مریلند)
رینیر (به انگلیسی: Mount Rainier) شهری در ایالت مریلند کشور ایالات متحده آمریکا است که جمعیت آن در سرشماری سال ۲۰۱۰ میلادی، ۸٬۰۸۰ نفر بوده‌است.